# How the West Was Won (álbum)
How the West Was Won é um álbum ao vivo da banda britânica de rock Led Zeppelin, gravado em um show realizado na turnê do quinto álbum da banda Houses of the Holy em Long Beach, Los Angeles em 1972, mas apenas lançado em 2003. Composto de três discos, o álbum traz duas horas e meia de execução, com dezoito músicas entre longos solos e uma incrível actuação, na opinião dos fãs, de Robert Plant.

## Faixas

### Disco 1
1. "LA Drone" (Jones/Page) – 0:14*
2. "Immigrant Song" (Page/Plant) – 3:42*
3. "Heartbreaker" (Bonham/Jones/Page/Plant) – 7:25*
4. "Black Dog" (Jones/Page/Plant) – 5:41**
5. "Over the Hills and Far Away" (Page/Plant) – 5:08**
6. "Since I've Been Loving You" (Jones/Page/Plant) – 8:02*
7. "Stairway to Heaven" (Page/Plant) – 9:38*
8. "Going to California" (Page/Plant) – 5:37*
9. "That's the Way" (Page/Plant) – 5:54**
10. "Bron-Y-Aur Stomp" (Jones/Page/Plant) – 4:55*

### Disco 2
1. "Dazed and Confused" (Page/Bonham) – 25:25**
  - "Walter's Walk" (Page/Plant)
  - "The Crunge" (Bonham/Jones/Page/Plant) - 15:34
2. "What Is and What Should Never Be" (Page/Plant) – 4:41*
3. "Dancing Days" (Page/Plant) – 3:42*
4. "Moby Dick" (Bonham/Jones/Page) – 19:20**

### Disco 3
1. "Whole Lotta Love" Medley (Bonham/Dixon/Jones/Page/Plant) – 23:08**
  - "Boogie Chillun" (Hooker) – 3:10
  - "Let's Have a Party" (Robinson) – 1:56
  - "Hello Mary Lou" (Pitney) – 2:08
  - "Going Down Slow" (Oden) – 8:29
2. "Rock and Roll" (Bonham/Jones/Page/Plant) – 3:56*
3. "The Ocean" (Bonham/Jones/Page/Plant) – 4:21**
4. "Bring It On Home" (Dixon/Page/Plant) – 9:30**
  - "Bring It On Back" (Bonham/Jones/Page/Plant)

" * "  Ao Vivo em Long Beach Arena
" ** " Ao vivo em LA Forum

## Recepção
| Críticas profissionais | Críticas profissionais |
| Avaliações da crítica  | Avaliações da crítica  |
| Fonte                  | Avaliação              |
| ---------------------- | ---------------------- |
| Pitchfork Media        | [ 1 ]                  |
| Uncut                  | [ 2 ]                  |
| Allmusic               | [ 3 ]                  |
| Stylus                 | (A-)                   |
| Entertainment Weekly   | (A-)                   |
| Rolling Stone          | [ 6 ]                  |

O álbum estreou na Billboard 200 a 14 de junho de 2003 em 1º lugar, com vendas superiores a 154.000 cópias. Permaneceu na tabela de vendas por 16 semanas. Foi certificado ouro e platina (1.000.000 unidades) em 30 Junho de 2003. O álbum tornou-se o primeiro álbum de Led Zeppelin desde In Through the Out Door (1979) a chegar ao número 1. "How the West Was Won" está empatado com "Smile" de Brian Wilson e "Van Lear Rose" por Loretta Lynn como o álbum com melhores criticas de sempre para o site Metacritic, com pontuação média de 97%.

### Publicações
| Publicador         | Pais        | Publicação                          | Ano  | Classificação |
| ------------------ | ----------- | ----------------------------------- | ---- | ------------- |
| Classic Rock       | Reino Unido | "The 50 Greatest Live Albums Ever"  | 2003 | 4             |
| Les Inrockuptibles | França      | "2003 Best Reissues"                | 2003 | 4             |
| Record Collector   | Reino Unido | "New Albums: Readers Top 10" (2003) | 2004 | 4             |
| The Village Voice  | Reino Unido | "Albums of the Year"                | 2004 | 37            |
| Q                  | Reino Unido | "10 Live Albums You Must Own"       | 2005 | *             |
| Q                  | Reino Unido | "The 20 Greatest Live Albums"       | 2006 | 11            |

(*) Designa lista sem ordem especifica.

## Equipe e colaboradores
Led Zeppelin
- John Bonham – bateria, percussão, voz de apoio, co-vocalista em "Bron-Yr-Aur Stomp"
- John Paul Jones – baixo, duplo baixo, teclado, bandolim
- Jimmy Page – guitarras, bandolim, voz de apoio, produtor
- Robert Plant – vocalista, harmônica

### Pessoal Adicional
- Jim Cummins – fotografia
- James Fortune – fotografia
- Drew Griffiths – assistente de som
- Eddie Kramer – engenheiro de áudio
- Phil Lemon – design de arte
- Jeffrey Mayer – fotografia
- Michael Putland – fotografia
- Kevin Shirley – engenharia, mistura de áudio